# Famille Hatoyama

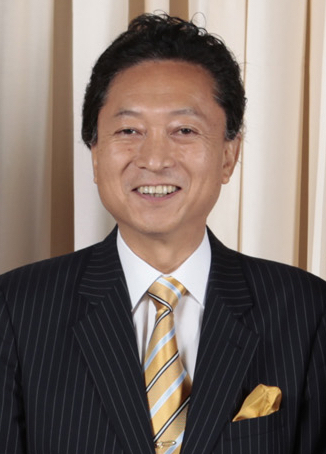
L'ex-Premier ministre du Japon, Yukio Hatoyama

La famille Hatoyama (鳩山家, Hatoyama-ke) est une dynastie qui occupe le devant de la scène politique du Japon depuis l'ère Meiji et la fin du XIXe siècle, sur cinq générations. Souvent considérée comme l'équivalent japonais de la famille Kennedy,, elle compte deux Premiers ministres (Ichirō Hatoyama de 1954 à 1956 et son petit-fils Yukio Hatoyama de 2009 à 2010), trois ministres (également Ichirō Hatoyama à l'Éducation de 1931 à 1934, son fils Iichirō Hatoyama aux Affaires étrangères de 1976 à 1977 et le fils de ce dernier Kunio Hatoyama successivement à l'Éducation de 1991 à 1992, au Travail en 1994, à la Justice de 2007 à 2008 et aux Affaires intérieures et aux Communications de 2008 à 2009), un président de la Chambre des représentants (Kazuo Hatoyama de 1896 à 1897), sept parlementaires (dont six représentants : Kazuo Hatoyama de 1892 à 1911, Ichirō Hatoyama de 1915 à 1946 puis de 1952 à 1959, Hideo Hatoyama de 1932 à 1936, Kunio Hatoyama de 1976 à 1979, de 1980 à 1999 et de 2000 à 2016, Yukio Hatoyama de 1986 à 2012 et Jirō Hatoyama depuis 2016 ; et un conseiller : Iichirō Hatoyama de 1974 à 1992) et deux membres de l'assemblée métropolitaine de Tokyo (Kazuo Hatoyama de 1882 à 1892 et Tarō Hatoyama de 2003 à 2005). La Diète du Japon a comporté de 1986 à 1992 un record de trois parlementaires issus de cette famille siégeant simultanément (Iichirō Hatoyama à la Chambre des conseillers et ses deux fils Yukio et Kunio à la Chambre des représentants). La plupart d'entre eux ont eu également d'importantes carrières universitaires.

## Histoire

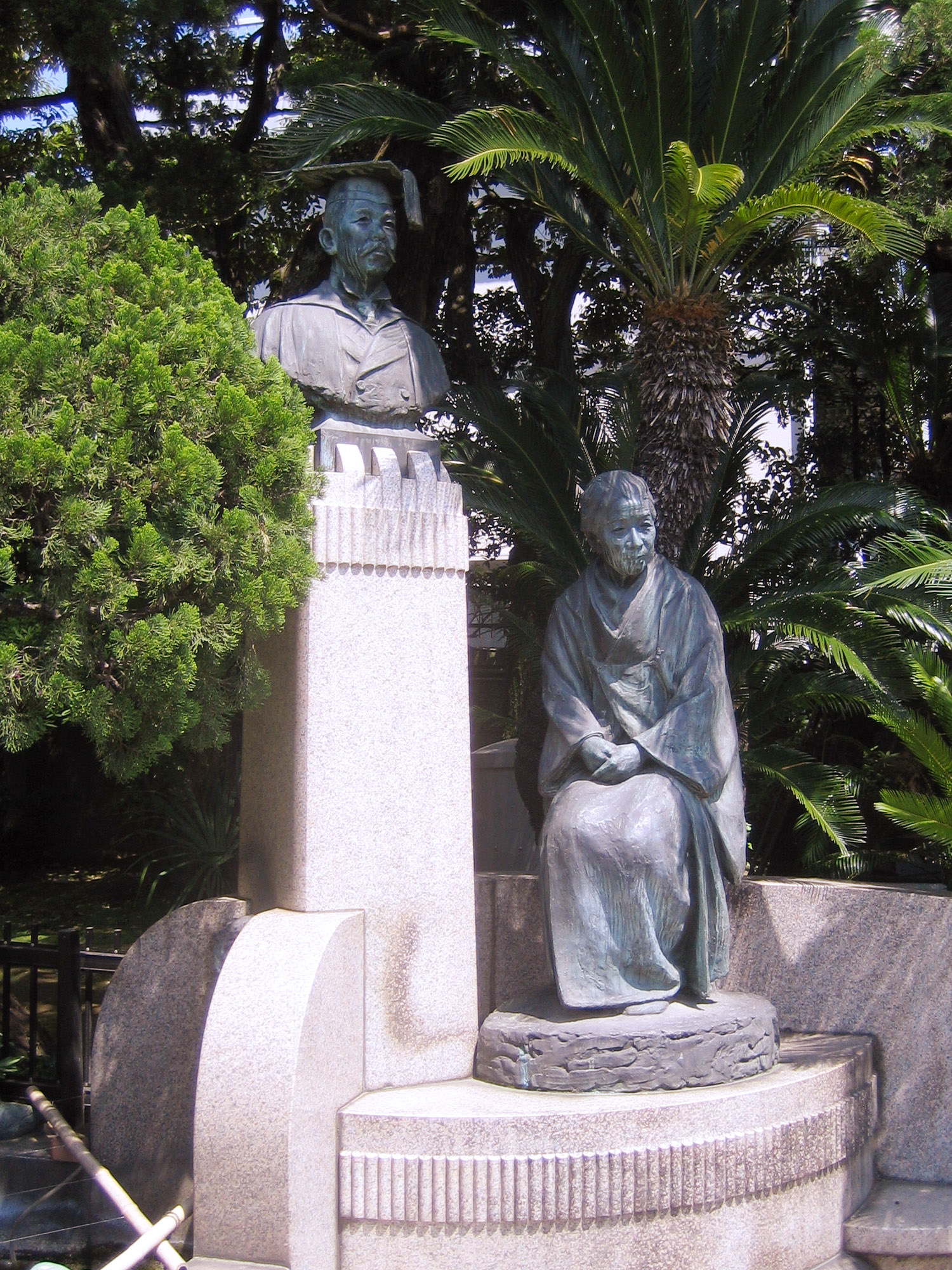
Statues de Kazuo et Haruko Hatoyama dans le jardin de Hatoyama Hall

Durant l'époque d'Edo, les Hatoyama sont des samouraïs dépendant du clan Miura (三浦家, Miura-ke), daimyō du domaine de Katsuyama (勝山藩, Katsuyama-han) dans la province de Mimasaka (correspondant plus ou moins à la ville actuelle de Maniwa dans la préfecture d'Okayama, il s'agit d'un domaine aux dimensions modestes puisque son seigneur ne disposait que d'un revenu annuel en riz, ou horoku, de 23 000 koku quand les plus grands fiefs rapportaient à leur maître plus de 300 000 koku). Les Hatoyama sont tout particulièrement Ōrusui-yaku (大留守居役), c'est-à-dire les gardiens de la résidence des seigneurs Miura à Edo en leur absence et donc leurs représentants auprès des autorités du bakufu des Tokugawa durant cette période.
Le fondateur de la dynastie politique des Hatoyama, Kazuo Hatoyama (1856-1911), est lui-même le quatrième fils sur cinq de Hirofusa Hatoyama (鳩山博房, Hatoyama Hirofusa), né au sein de la famille mineure des Ogawa et adopté par les Hatoyama, et de Kikuko Miura (三浦親王妃, Miura Kikuko), issue d'une branche cadette du clan des seigneurs Miura. Kazuo, portant pendant son enfance le nom de Tatsunosuke, devait lui-même initialement être adopté dans la famille Miura, jusqu'au décès de son frère aîné Jutarō, que Hirofusa avait prévu de faire son héritier, en 1868 à 14 ans. Kazuo assure la survie et la réussite de la famille Hatoyama dans la nouvelle élite de l'ère Meiji par son éducation : sélectionné par le gouvernement comme l'un des rares étudiants admis pour étudier à l'Université de l'école du sud (大学南校, Daigaku Nankō, créée en 1870 et ancêtre de l'université de Tokyo mise en place sept ans plus tard), alors qu'il n'a pas encore totalement l'âge requis (14 ans quand l'âge minimum fixé par l'administration est de 15) et qu'il n'est prévu que le domaine de Katsuyama auquel il est encore rattaché n'envoie qu'un seul candidat dans cet établissement (comme tous les petits domaines d'un revenu de moins de 100 000 koku). Les élèves étant réparti en quinze classes de niveau, Kazuo est inscrit initialement en avril 1871 dans la plus faible (la classe 15) puis intègre dès l'année suivante la plus forte (la classe 1). Premier d'un examen organisé en 1875 pour envoyer 11 étudiants poursuivre leur cursus en Occident, il part aux États-Unis tout d'abord à l'Université Columbia à New York où il obtient son baccalauréat en arts (B.A.) en mai 1877, puis à l'Université Yale de New Haven où il reçoit sa maîtrise en arts (M.A.) en juin 1878 et finalement son doctorat en droit (LL.D.) en juillet 1880, avec les meilleurs résultats de sa promotion. À son retour au Japon, il apprend la mort de son père trois ans plus tôt et commence à être chargé de cours de droit à l'université impériale de Tokyo avant de passer l'examen du barreau en 1881 pour ouvrir son cabinet d'avocat, le premier du Japon. Il épouse en novembre de la même année Haruko Taga (多賀春子, Taga Haruko, 1861-1938), elle aussi fille d'un samouraï, Tsutomu Watanabe ayant changé son nom en Taga après son opposition au bakufu des Tokugawa, Ōrusui-yaku pour le puissant clan Matsudaira (qui dirige le domaine de Matsumoto dans la province de Shinano et actuelle préfecture de Nagano) puis haut fonctionnaire au service du gouvernement lors des premières années de l'ère Meiji. Et comme son futur époux, Haruko a reçu une éducation brillante, tant traditionnelle que moderne (occidentalisée) et exceptionnelle pour une femme à cette époque : elle s'initie à la littérature chinoise à Matsumoto, puis est envoyé par son père en mars 1874 (à 13 ans) au collège pour filles de Tōkyō (la plus ancienne et alors unique école publique ouverte aux jeunes filles) qui dispense une éducation très libérale et occidentale avec plusieurs enseignants étrangers. Haruko y apprend notamment l'anglais et le chinois, études qu'elle continue après la fermeture de l'école en 1877 au sein de l'université des enseignants pour femmes de Tōkyō à Ochanomizu (et bien que celle-ci ne comporte pas de professeurs anglophones) et malgré l'annulation en 1879 d'un autre programme pour lequel elle avait été sélectionnée pour parfaire sa formation à Philadelphie. Diplômée de son université en 1881, elle commence à y enseigner et, en 1886, fonde avec d'autres éducateurs (dont le poète en style chinois et homme d'affaires Kyūichirō Nagai, père de l'écrivain Kafū Nagai, ou Seiichi Tejima) l'Université pour femmes Kyōritsu. Elle y aura comme élève Kaoru Terada, fille adoptive de Sakae Terada, ancien samouraï et membre nommé par l'empereur de la Chambre des pairs, qui épousera son fils aîné Ichirō Hatoyama et lui succédera comme directrice de l'université.

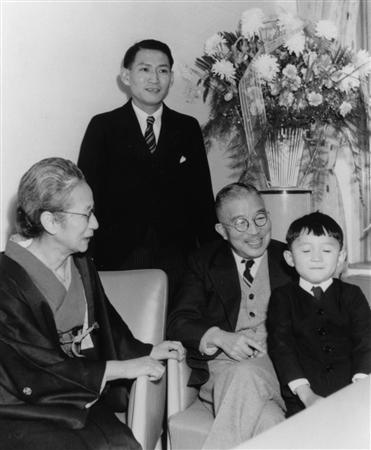
Trois générations de Hatoyama : de g. à dr. Kaoru, Iichirō, Ichirō et Yukio Hatoyama

Kazuo Hatoyama mène de front quatre carrières brillantes : celles d'avocat depuis 1881, d'homme politique après sa première élection à l'Assemblée urbaine de Tokyo en février 1882, d'universitaire à la suite de son retour à l'université impériale de Tokyo de 1884 à 1886 puis de 1887 à 1890 devant l'insistance du ministère de l'Éducation (il est doyen de la faculté de droit), et de conseiller des ministres des Affaires étrangères Kaoru Inoue (1885-1887), Hirobumi Itō (1887-1888) et Shigenobu Ōkuma (1888-1889, il en devient un proche). Ce dernier le nomme principal de la Tokyo Senmon Gakko (actuelle université Waseda fondée par Ōkuma en 1882), poste qu'il occupe de 1890 à 1907. Candidat comme indépendant lors des premières élections législatives à la Chambre des représentants créée par la constitution de 1889, il ne fait pas campagne (son nom ayant été avancé par certains de ses partisans et amis du monde politique dont Ōkuma) et ses partisans subissent d'importantes pressions de la part des partis gouvernementaux, et est battu de 15 voix. Lors des élections suivantes en 1892, il est cette fois élu dans le 9e district électoral de Tōkyō (qui comprend les trois anciens arrondissements de Koishikawa, aujourd'hui partie de Bunkyō, Ushigome et Yotsuya, de nos jours inclus dans Shinjuku). Il est par la suite réélu huit fois et reste membre de la chambre basse de la Diète jusqu'à son décès en 1911. Il en est son 4e président du 25 décembre 1896 au 25 décembre 1897 sous les couleurs du Parti progressiste. Il cumule son mandat de député avec celui de conseiller municipal de la ville de Tōkyō à partir de 1908, et est élu bâtonnier du barreau de la capitale en 1910. Ses trois enfants seront liés à un moment ou un autre à la politique : sa fille aînée Kazuko, née hors mariage mais reconnue, a épousé Suzuki Kisaburō (鈴木 喜三郎, 1867-1940) qui fut président du Rikken Seiyūkai de 1932 à 1937, ministre de la Justice en 1924 et de 1931 à 1932 et de l'Intérieur de 1927 à 1928 et en 1932 ; ses deux fils Ichirō et Hideo seront tous deux députés, même si la carrière du premier sera la plus importante dans ce domaine.

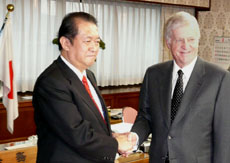
Kunio Hatoyama, alors ministre de la Justice, et l'ambassadeur américain au Japon Tom Schieffer le 11 mars 2008

Kazuo Hatoyama a ainsi fondé une dynastie d'hommes politiques, juristes et universitaires dont tous les représentants (tout du moins masculins) présenteront un certain nombre de points communs dans leur cursus et idées et cela quelles que soient les générations :
- les études à l'université de Tokyo, plus particulièrement à la faculté de droit pour Kazuo Hatoyama, ses deux fils Ichirō et Hideo, son petit-fils Iichirō et son arrière-petit-fils Kunio, ou à celle des sciences ou de l'ingénierie pour son arrière-petit-fils Yukio et son arrière-arrière-petit-fils Kiichirō.
- l'importance des carrières d'avocat (Kazuo Hatoyama et ses fils Ichirō et Hideo) et d'enseignant notamment à l'université. Ainsi Kazuo Hatoyama a fait une brillante carrière à l'université impériale de Tokyo puis à Waseda, tandis que son épouse Haruko a fondé et dirigé l'Université pour femmes Kyōritsu, reprise ensuite par leur belle-fille Kaoru. Hideo Hatoyama a été professeur émérite de droit à l'université impériale de Tokyo et a épousé en 1908 Chiyoko Kikuchi, la fille du mathématicien et universitaire Kikuchi Dairoku qui fut président de l'université impériale de Tokyo, de celle de Kyoto puis de la compagnie scolaire pour pairs Gakushūin ainsi que le ministre de l'éducation de 1901 à 1903. Yukio Hatoyama, plus scientifique, a pour sa part enseigné la recherche opérationnelle en tant que chercheur assistant au sein du département des sciences de gestion de l'Université de Technologie de Tōkyō (東京工業大学, Tōkyō Kōgyō Daigaku ?), plus connu sous le nom de TiTech ou Tokodai, de 1976 à 1981 puis que professeur associé à la faculté de gestion de l'Université Senshū de 1981 à 1983. Son fils Kiichirō, ingénieur en génie urbain, est professeur invité à l'Université d'État de Moscou, et son beau-frère (époux de sa sœur aînée Kazuko) Tamon Inoue, deuxième fils du président de la Dai-Ichi Kangyo Bank Kaoru Inoue, fut lui-même ingénieur et professeur émérite à l'université de Tsukuba.
- une admiration pour les systèmes politiques, éducatifs et universitaires occidentaux, notamment le système de Westminster parlementariste mais aussi l'attachement à la notion de fraternité héritée de la devise française et des travaux du comte Richard Nikolaus de Coudenhove-Kalergi. Traduit sous le terme de Yūai (友愛?, unissant les kanji 友 « amitié » et 愛 « amour ») en 1953 par Ichirō Hatoyama, le concept de « révolution fraternelle » développé dans L'État totalitaire contre l'Homme par le comte Coudenhove-Kalergi est central dans les discours et l'idéologie des deux Premiers ministres de la famille, Ichirō puis Yukio[3].
- la lutte contre l'influence des personnes non élues par le peuple sur le gouvernement, que ce soit le système du hambatsu (à savoir le partage des responsabilités militaires et civiles par les héritiers des deux anciens grands domaines féodaux rivaux de Chōshū et de Satsuma, durant l'ère Meiji) combattu par Kazuo Hatoyama ou l'opposition d'Ichirō puis Kunio et Yukio contre l'importance de la bureaucratie après 1945. Et cela bien qu'Iichirō Hatoyama fut lui-même un représentant typique des hauts-fonctionnaires de carrière caractérisant cette dernière, ou que son cousin et beau-frère Michio Hatoyama, après avoir été physicien au sein du ministère du Commerce international et de l'Industrie (MITI), a bénéficié de la pratique de l’amakudari pour devenir après sa retraite de la fonction publique président du département technologique de Sony[4].

## Patrimoine

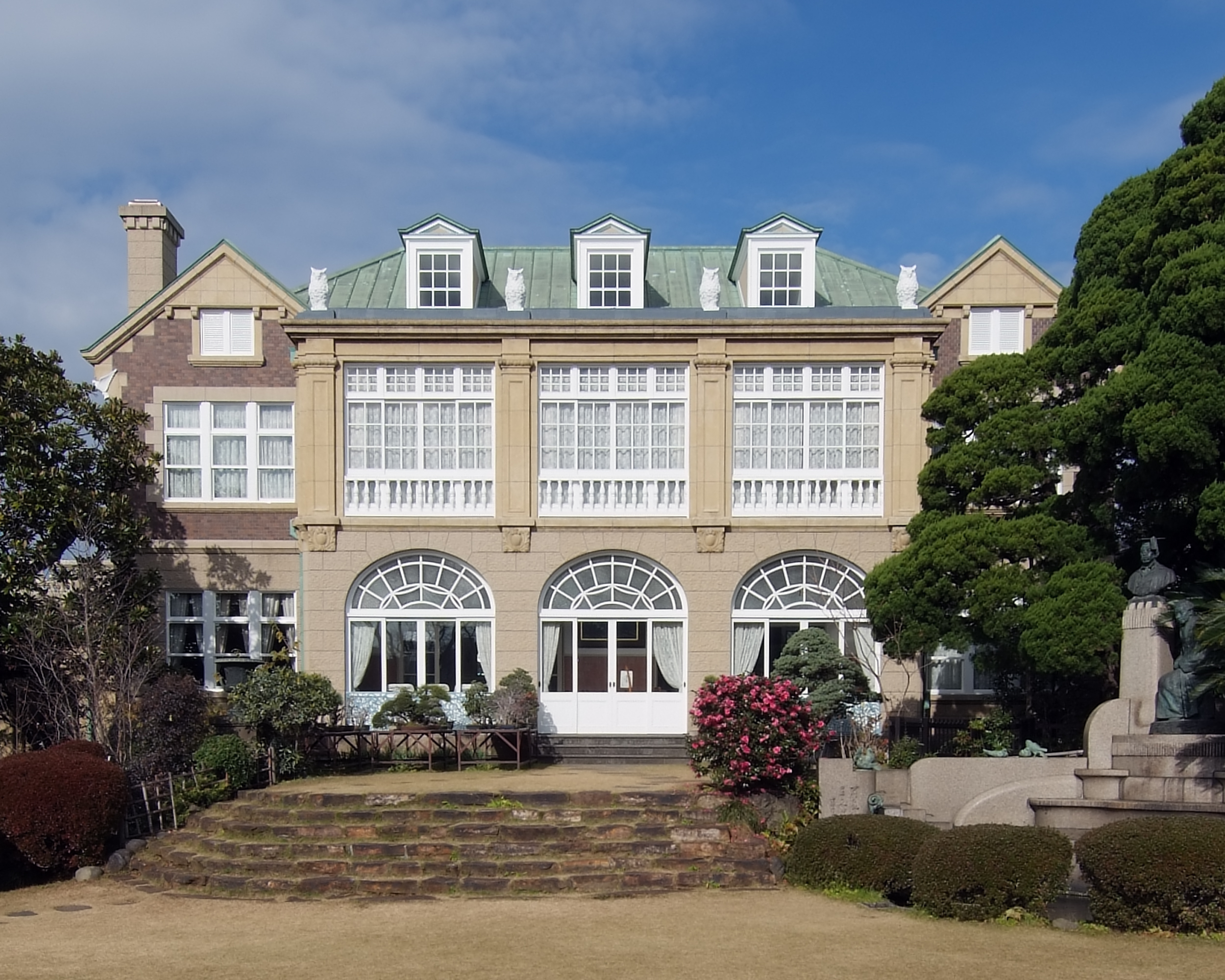
Façade du Hatoyama Hall

L'épicentre de la dynastie Hatoyama a pendant longtemps été la résidence baptisée Palais Otowa (音羽御殿, Otowa-goten) ou Hatoyama Hall (鳩山会館, Hatoyama-kaikan), propriété de 1 400 tsubo (environ 46,3 ares) située dans le quartier d'Otowa et l'arrondissement de Bunkyō à Tōkyō. Elle est dotée d'une maison moderne, de style occidental, construite pour Ichirō Hatoyama en 1924. Durant le passage de ce dernier au poste de Premier ministre, le palais Otowa est le réel lieu de pouvoir et c'est là que se prépare la création du Parti libéral-démocrate. Après la mort d'Iichirō Hatoyama en 1993, elle est transformée en musée dédié à la mémoire de la famille Hatoyama.
La famille a également possédé entre 1894 et 1946 une importante propriété rurale dans le bourg de Kuriyama, le district de Yūbari et la sous-préfecture de Sorachi sur Hokkaidō. Initialement acquise en copropriétaire de Kazuo Hatoyama, celui-ci en devient rapidement le seul détenteur après le retrait successif de ses partenaires et le terrain est par la suite dénommé le domaine Hatoyama (鳩山藩, Hatoyama-han), à la manière des anciens fiefs féodaux. Il sert de résidence estivale de la famille tandis que la terre est exploitée par plusieurs fermiers (46 foyers en 1926). À la suite de la loi de redistribution des terres agricoles de 1946, Ichirō Hatoyama cède la propriété mais le nom de Hatoyama y garde un certain prestige, permettant à Yukio Hatoyama d'y être élu comme député en 1986. Il la remplace par un domaine dans le bourg de Karuizawa et le district de Kitasaku dans la préfecture de Nagano, toujours lieu de villégiature estivale des Hatoyama.
À ce patrimoine foncier et immobilier, socle de la fortune des Hatoyama, s'est ajouté l'héritage du milliardaire du pneu Shōjirō Ishibashi par le biais de sa fille Yasuko, épouse d'Iichirō Hatoyama et mère de Yukio et Kunio. Ainsi, le patrimoine imposable hérité par ces derniers s'est élevé à 15,2 milliards de yens (128 millions de dollars américains) dont :
- 5 milliards (42 millions de dollars) pour Hatoyama Hall,
- 2,6 milliards (22 millions de dollars) pour Karuizawa,
- 6 milliards (50 millions de dollars) en actions de Bridgestone (et qui ont largement été utilisées pour s'acquitter de l'impôt sur l'héritage qui s'élevait, pour les trois enfants d'Iichirō Hatoyama réunis, à 5 milliards de yens),
- 1,5 milliard (13 millions de dollars) en compte en banque.

La fortune de Yasuko Hatoyama a notamment largement contribué à financer les lancements en politique de son époux puis de ses fils (notamment par l'achat de leurs bureaux et permanences dans leurs circonscriptions) ainsi que la fondation du Parti démocrate du Japon en 1996, si bien qu'Yasuko est surnommée dans le milieu politique japonais la « Marraine » (教母, Kyōhaha). Yukio et Kunio Hatoyama ont également été placés parmi les plus grosses fortunes de la Diète avec un patrimoine actif qui s'élèverait pour le premier en juillet 2009 à 1,65 milliard de Yens (soit environ 13,8 millions d'euros), et pour le second à 764,6 millions de yens (soit plus de 6,4 millions d'euros) en octobre 2008 selon le Mainichi Shinbun.

## Circonscriptions
Voici les circonscriptions successives dans lesquelles les députés de la famille Hatoyama ont été élus à la Chambre des représentants :
- Kazuo Hatoyama : 
  - 1892-1902 : ancien 9e district électoral de Tōkyō (les trois anciens arrondissements de Koishikawa, aujourd'hui partie de Bunkyō, Ushigome et Yotsuya, de nos jours inclus dans Shinjuku), scrutin uninominal majoritaire à un tour.
  - 1902-1911 : circonscription urbaine (réunissant les villes et arrondissements spéciaux) de Tōkyō, scrutin majoritaire plurinominal.
- Ichirō Hatoyama :
  - 1915-1920 : circonscription urbaine de Tōkyō, scrutin majoritaire plurinominal.
  - 1920-1928 : ancien 10e district de Tōkyō (l'ancien arrondissement de Koishikawa), scrutin uninominal majoritaire à un tour.
  - 1928-1946 : ancien 2e district de Tōkyō (anciens arrondissements de Kanda, aujourd'hui partie de Chiyoda, Koishikawa, Hongō désormais quartier de Bunkyō et Shitaya réuni de nos jours à Taitō), scrutin majoritaire plurinominal.
  - 1946 (avant la purge) : ancien 1er district de Tōkyō (les 25 arrondissements de l'est de la préfecture, dont Koishikawa), scrutin majoritaire plurinominal.
  - 1952-1959 : ancien 1er district de Tōkyō (les six arrondissements spéciaux de Chiyoda, Chūō, Minato, Shinjuku, Bunkyō et Taitō), scrutin majoritaire plurinominal.
- Hideo Hatoyama :
  - 1932-1936 : ancien 2e district de la préfecture de Chiba (à savoir les quatre districts ruraux d'Inba, de Kaijō, de Sōsa et de Katori), scrutin majoritaire plurinominal.
- Kunio Hatoyama :
  - 1976-1979 puis 1980-1996 : ancien 8e district de Tōkyō (créée en 1964 à partir d'une partie de l'ancien 1er district, comprend les trois arrondissements spéciaux de Chūō, Bunkyō et Taitō), scrutin majoritaire plurinominal.
  - 1996-1999 : 2e district de Tōkyō (les trois arrondissements spéciaux de Chūō, Bunkyō et Taitō), scrutin uninominal majoritaire à un tour.
  - 2000-2005 : bloc législatif de Tōkyō (ensemble de la préfecture), scrutin proportionnel plurinominal.
  - 2005-2016 : 6e district de la préfecture de Fukuoka (les villes de Kurume, origine de la famille Ishibashi, Ōkawa, Ogōri et Ukiha ainsi que les districts ruraux de Mii et de Mizuma, dans le centre de la préfecture) sur Kyūshū, scrutin uninominal majoritaire à un tour.
- Yukio Hatoyama :
  - 1986-1996 : ancien 4e district de Hokkaidō (les trois sous-préfectures de Sorachi, d'Iburi et de Hidaka, soit la côte sud et une partie du centre de l'île), scrutin majoritaire plurinominal.
  - 1996-2012 : 9e district de Hokkaidō (les deux sous-préfectures d'Iburi et de Hidaka, soit la côte sud de l'île), scrutin uninominal majoritaire à un tour.
- Jirō Hatoyama : 
  - depuis 2016 : 6e district de la préfecture de Fukuoka (les villes de Kurume, origine de la famille Ishibashi, Ōkawa, Ogōri et Ukiha ainsi que les districts ruraux de Mii et de Mizuma, dans le centre de la préfecture) sur Kyūshū, scrutin uninominal majoritaire à un tour.

## Généalogie
Généalogie,
```
I. 
Kazuo Hatoyama
 
(
鳩山 和夫
, 
Hatoyama Kazuo
?
, 
1856
–
1911
)
. Il épousa en 
1881
 
Haruko Taga
 
(
多賀 春子
, 
Taga Haruko
?
, 
1861
-
1938
)
.
├──> A. 
Kazuko Hatoyama
 
(
鳩山 かずこ
, 
Hatoyama Kazuko
?
)
. Elle a épousé 
Kisaburō Suzuki
 
(
鈴木 喜三郎
, 
Suzuki Kisaburō
?
, 
1867
-
1940
)
. 
├──> B. 
Ichirō Hatoyama
 
(
鳩山 一郎
, 
Hatoyama Ichirō
?
, 
1883
–
1963
)
. Il épousa en 
1908
 
Kaoru Terada
 
(
寺田 薫
, 
Terada Kaoru
?
)
. 
│           ├──>1. 
Yuriko Hatoyama
 
(
鳩山 百合子
, 
Hatoyama Yuriko
?
, 
1909
–
2000
)
. Elle épousa 
Jun'ichi Furusawa
 
(
古沢 潤一
, 
Furusawa Jun'ichi
?
, 
1902
-
1965
)
, président de la 
JBIC
.
│           │        ├──> a. 
Yoshifumi Furusawa
 
(
古沢 義文
, 
Furusawa Yoshifumi
?
)
. Il a épousé 
Eiko Hamaguchi 
(
濱口 英子
, 
Hamaguchi Eiko
?
)
, petite-fille du 
Premier ministre
 
Osachi Hamaguchi
. 
│           │        └──> b. 
Yōko Furusawa
 
(
古沢 洋子
, 
Furusawa Yōko
?
)
. Elle a épousé 
Seigō Masuoka 
(
増岡 正剛
, 
Masuoka Seigō
?
)
, président du cabinet d'architecte Masuoka.
│           │                  ├──> b1. 
Soichirō Masuoka
 
(
増岡 聡一郎
, 
Masuoka Soichirō
?
)
.
│           │                  └──> b2. 
Yoshihiro Masuoka
 
(
増岡 義裕
, 
Masuoka Yoshihiro
?
)
. 
│           ├──>2. 
Reiko Hatoyama
 
(
鳩山 玲子
, 
Hatoyama Reiko
?
, 
1912
–
)
. Elle a épousé son cousin germain 
Michio Hatoyama 
(
鳩山 道夫
, 
Hatoyama Michio
?
)
. 
│           │        ├──> a. 
Makiko Hatoyama
 
(
鳩山 満喜子
, 
Hatoyama Makiko
?
)
. Elle a épousé 
Takashi Teramoto 
(
寺本 孝
, 
Teramoto Takashi
?
)
, cadre chez 
Hino Motors
. 
│           │        ├──> b. 
Katsurō Hatoyama
 
(
鳩山 勝郎
, 
Hatoyama Katsurō
?
)
, cadre chez 
Mitsui & Co.
. 
│           │        └──> c. 
Akira Hatoyama
 
(
鳩山 明
, 
Hatoyama Akira
?
)
, cadre chez 
Mitsui & Co.
. 
│           ├──>3. 
Setsuko Hatoyama
 
(
鳩山 節子
, 
Hatoyama Setsuko
?
, 
1916
-
)
. 
│           ├──>4. 
Iichirō Hatoyama
 
(
鳩山 威一郎
, 
Hatoyama Iichirō
?
, 
1918
-
1993
)
. Il épousa en 
1942
 
Yasuko Ishibashi
 
(
石橋 安子
, 
Ishibashi Yasuko
?
, 
1922
-
)
.
│           │        ├──> a. 
Kazuko Hatoyama
 
(
鳩山 和子
, 
Hatoyama Kazuko
?
, 
1943
-
)
. Elle a épousé 
Tamon Inoue 
(
井上 多門
, 
Inoue Tamon
?
, 
1937
-
2005
)
.
│           │        │         └──> a1. 
Makoto Inoue
 
(
井上 慎
, 
Inoue Makoto
?
)
. Il a épousé 
Ayako Inoue 
(
井上 綾子
, 
Inoue Ayako
?
)
. 
│           │        ├──> b. 
Yukio Hatoyama
 
(
鳩山 由紀夫
, 
Hatoyama Yukio
?
, 
1947
-
)
. Il a épousé en 
1975
 
Miyuki Hashimoto
 
(
橋本 幸
, 
Hashimoto Miyuki
?
)
, ancienne danseuse de la 
revue 
Takarazuka
 et critique culinaire et de décoration.
│           │        │         └──> b1. 
Kiichirō Hatoyama
 
(
鳩山 紀一郎
, 
Hatoyama Kiichirō
?
, 
1976
-
)
.
│           │        └──> c. 
Kunio Hatoyama
 
(
鳩山 邦夫
, 
Hatoyama Kunio
?
, 
1948
-
2016
)
. Il a épousé en 
1973
 
Emily Takami 
(
高見 エミリー
, 
Takami Emirī
?
, 
1955
-
)
, métis australo-nippone, actrice puis mannequin. 
│           │                  ├──> c1. 
Tarō Hatoyama
 
(
鳩山 太郎
, 
Hatoyama Tarō
?
, 
1974
-
)
.
│           │                  ├──> c2. 
Hanako Hatoyama
 
(
鳩山 華子
, 
Hatoyama Hanako
?
, 
1977
-
)
, chanteuse sous le nom de 
Hanako Takami 
(
高見 華子
, 
Takami Hanako
?
)
.  
│           │                  └──> c3. 
Jirō Hatoyama
 
(
鳩山 二郎
, 
Hatoyama Jirō
?
, 
1979
-
)
.
│           ├──>5. 
Keiko Hatoyama
 
(
鳩山 恵子
, 
Hatoyama Keiko
?
, 
1921
-
)
. Elle a épousé 
Shigeru Yamanaka 
(
山中 繁
, 
Yamanaka Shigeru
?
)
, président de l'Association des producteurs de charbon. 
│           └──>6. 
Nobuko Hatoyama
 
(
鳩山 信子
, 
Hatoyama Nobuko
?
, 
1924
-
)
, artiste-peintre. Elle a épousé le 
chef d'orchestre
 
Akeo Watanabe
 
(
渡邉 暁雄
, 
Watanabe Akeo
?
, 
1919
-
1990
)
. 
│                    ├──> a. 
Yasuo Watanabe
 
(
渡邉 康雄
, 
Watanabe Yasuo
?
, 
1949
-
)
, 
chef d'orchestre
 et 
pianiste
. Il a épousé 
Yuri Watanabe 
(
渡邉 由利
, 
Watanabe Yuri
?
)
. 
│                    │         ├──> a1. 
Shin'ichirō Watanabe
 
(
渡邉 信一郎
, 
Watanabe Shin'ichirō
?
)
. 
│                    │         └──> a2. 
Keiji Watanabe
 
(
渡邉 圭二
, 
Watanabe Keiji
?
)
. 
│                    ├──> b. 
Kikuo Watanabe
 
(
渡邉 規久雄
, 
Watanabe Kikuo
?
, 
1950
-
)
, 
pianiste
. Il a épousé 
Etsuko Terada 
(
寺田 悦子
, 
Terada Etsuko
?
)
, 
pianiste
. 
│                    └──> c. 
Tamio Watanabe
 
(
渡辺 民雄
, 
Watanabe Tamio
?
)
. Il a épousé 
Kumiko Terada 
(
寺田 久美子
, 
Terada Kumiko
?
)
, sœur d'Etsuko.  
└──> C. 
Hideo Hatoyama
 
(
鳩山 秀夫
, 
Hatoyama Hideo
?
, 
1884
-
1946
)
. Il a épousé en 
1908
 
Chiyoko Dairoku 
(
菊池 千代子
, 
Dairoku Chiyoko
?
)
.
            └──>1. 
Michio Hatoyama
 
(
鳩山 道夫
, 
Hatoyama Michio
?
, 
1911
-
)
. Il a épousé sa cousine germaine 
Reiko Hatoyama 
(
鳩山 玲子
, 
Hatoyama Reiko
?
)
. 
                     ├──> a. 
Makiko Hatoyama
 
(
鳩山 満喜子
, 
Hatoyama Makiko
?
)
. Elle a épousé 
Takashi Teramoto 
(
寺本 孝
, 
Teramoto Takashi
?
)
, cadre chez 
Hino Motors
. 
                     ├──> b. 
Katsurō Hatoyama
 
(
鳩山 勝郎
, 
Hatoyama Katsurō
?
)
, cadre chez 
Mitsui & Co.
. 
                     └──> c. 
Akira Hatoyama
 
(
鳩山 明
, 
Hatoyama Akira
?
)
, cadre chez 
Mitsui & Co.
.
```